# Elecciones estatales de Amapá de 2022
Las elecciones estatales en Amapá en 2022 se realizaron el 2 de octubre. Los electores con derecho a voto elegirán un gobernador, un vicegobernador, un senador, 8 diputados federales y 24 estatales. El actual gobernador es Waldez Góes, del Partido Democrático Laborista (PDT), reelegido gobernador en 2018. Según la Constitución, el gobernador será elegido por un período de cuatro años a partir del 1 de enero de 2023, y con la aprobación de la Enmienda Constitucional N.º 111, finalizará el 6 de enero de 2027. Para la elección al Senado Federal, está en disputa la vacante ocupada por Davi Alcolumbre, de Unión Brasil (UNIÃO), elegido en 2014.

## Calendario electoral
| Calendario electoral       | Calendario electoral                                                                      |
| -------------------------- | ----------------------------------------------------------------------------------------- |
| 15 de mayo                 | Inicio del financiamiento para precandidatos                                              |
| 20 de julio al 5 de agosto | Convenciones partidarias para elegir candidatos y coaliciones                             |
| 2 de octubre               | Primera vuelta de las elecciones                                                          |
| 7 al 28 de octubre         | Publicidad electoral gratuita en radio y televisión relativa a una posible segunda vuelta |
| 30 de octubre              | Posible segunda vuelta electoral                                                          |
| hasta el 19 de diciembre   | Diplomatura de los elegidos por el Tribunal Electoral                                     |

## Candidatos a Gobernador de Amapá
| Candidatos                                   | Candidatos | Candidatos | Candidatos          | Candidatos | Candidatos | N.º | Coalición/Federación                                                      | Tiempo en franja |
| Gobernador                                   | Partido    | Partido    | Vicegobernador/a    | Partido    | Partido    | N.º | Coalición/Federación                                                      | Tiempo en franja |
| -------------------------------------------- | ---------- | ---------- | ------------------- | ---------- | ---------- | --- | ------------------------------------------------------------------------- | ---------------- |
| Clécio Luís                                  |            | SD         | Antonio Teles       |            | PDT        | 77  | Amapá para Todos SD, Federación (PSDB-Cidadania), PDT, UNIÃO, PL, PP, REP | 6:32             |
| Gilvan Borges                                |            | MDB        | Elena Camilo        |            | MDB        | 15  | Eficiencia y Trabajo MDB, PODE                                            | 1:37             |
| Jaime Nunes                                  |            | PSD        | Liliane Albuquerque |            | PSD        | 55  | Para Cambiar de Verdad PSD, PTB, PROS, PSC, AGIR                          | 1:51             |
| Geesiel de Oliveira                          |            | PRTB       | Alis Vanzeler       |            | PRTB       | 28  | PRTB                                                                      |                  |
| Gianfranco Gusmão                            |            | PSTU       | Ana Paula Pinheiro  |            | PSTU       | 16  | PSTU                                                                      |                  |
| Jairo Palheta                                |            | PCO        | Eliana Brandão      |            | PCO        | 29  | PCO                                                                       |                  |
| Presentación según representación partidaria |            |            |                     |            |            |     |                                                                           |                  |

### Candidatos que declinaron
- Randolfe Rodrigues (REDE) - Diputado de Estado por Amapá (1999–2006) y Senador por Amapá (2011 – presente). Renunció a su precandidatura al gobierno de Amapá para integrar la coordinación de la campaña presidencial de Lula da Silva.[12]
- Piedade Vieira (PSB) - Profesor, antropólogo, escritor y pedagogo.[13] Anunció su candidatura a diputada estatal.[14]
- Lucas Abrahão (REDE) - Pastor y maestro.[15] Renunció a la disputa para postularse a diputado federal.[16]

## Candidatos al Senado Federal
| Candidatos                                   | Candidatos                                   | Candidatos                                   | Candidatos                                   | Candidatos                                   | Candidatos                                   | N.º                                          | Coalición/Partido/Federación                                                            | Tiempo en franja |
| Senador/a                                    | Partido                                      | Partido                                      | Suplentes                                    | Partido                                      | Partido                                      | N.º                                          | Coalición/Partido/Federación                                                            | Tiempo en franja |
| -------------------------------------------- | -------------------------------------------- | -------------------------------------------- | -------------------------------------------- | -------------------------------------------- | -------------------------------------------- | -------------------------------------------- | --------------------------------------------------------------------------------------- | ---------------- |
| Davi Alcolumbre                              |                                              | UNIÃO                                        | 1º: José Samuel Tobelem                      |                                              | UNIÃO                                        | 444                                          | Amapá para Todos SD, Federación (PSDB-Cidadania), PDT, UNIÃO, PL, PP, REP               | 2:21             |
| Davi Alcolumbre                              | 2º: Breno Chaves Pinto                       | UNIÃO                                        |                                              |                                              | UNIÃO                                        | 444                                          | Amapá para Todos SD, Federación (PSDB-Cidadania), PDT, UNIÃO, PL, PP, REP               | 2:21             |
| João Capiberibe                              |                                              | PSB                                          | 1º: Maria Raimunda dos Santos                |                                              | PT                                           | 401                                          | Frente Popular por la Democracia FE Brasil (PT, PCdoB, PV), Federación (PSOL-REDE), PSB | 1:07             |
| João Capiberibe                              | 2°: Aldenora González                        | PSB                                          |                                              | PSB                                          |                                              | 401                                          | Frente Popular por la Democracia FE Brasil (PT, PCdoB, PV), Federación (PSOL-REDE), PSB | 1:07             |
| Rayssa Furlán                                |                                              | MDB                                          | 1°: Marco Soares Ribas                       |                                              | PODE                                         | 151                                          | Eficiencia y Trabajo MDB, PODE                                                          | 0:33             |
| Rayssa Furlán                                | 2°: Gonçalo Borges                           | MDB                                          |                                              | MDB                                          |                                              | 151                                          | Eficiencia y Trabajo MDB, PODE                                                          | 0:33             |
| Gilberto Laurindo                            |                                              | PATRI                                        | 1°: Marcelo Gama                             |                                              | PATRI                                        | 510                                          |                                                                                         | 0:10             |
| Gilberto Laurindo                            | 2º: Rosinaldo Moreira                        | PATRI                                        |                                              |                                              | PATRI                                        | 510                                          |                                                                                         | 0:10             |
| Guaracy Batista                              |                                              | PTB                                          | 1°: Otávio Fakhoury Faka                     |                                              | PTB                                          | 145                                          | Desbloquear Amapá PTB, PSD, AGIR, PROS, PSC                                             | 0:38             |
| Guaracy Batista                              | 2°: Palmira Bittencourt                      | PTB                                          |                                              | AGIR                                         |                                              | 145                                          | Desbloquear Amapá PTB, PSD, AGIR, PROS, PSC                                             | 0:38             |
| Valdenor Guedes                              |                                              | AVANTE                                       | 1°: Paulo Guedes                             |                                              | AVANTE                                       | 700                                          |                                                                                         | 0:11             |
| Valdenor Guedes                              | 2º: Marcia Keila                             | AVANTE                                       |                                              |                                              | AVANTE                                       | 700                                          |                                                                                         | 0:11             |
| Marinaldo de Sousa Silva                     |                                              | PCO                                          | 1°: Regina Celia                             |                                              | PCO                                          | 299                                          |                                                                                         |                  |
| Marinaldo de Sousa Silva                     | 2°: Eliana Ferreira                          | PCO                                          |                                              |                                              | PCO                                          | 299                                          |                                                                                         |                  |
| Sueli Pini                                   |                                              | PRTB                                         | 1°: Reginaldo Veiga                          |                                              | PRTB                                         | 288                                          |                                                                                         |                  |
| Sueli Pini                                   | 2º: Jurandir Dias Morais                     | PRTB                                         |                                              |                                              | PRTB                                         | 288                                          |                                                                                         |                  |
| Presentación según representación partidaria | Presentación según representación partidaria | Presentación según representación partidaria | Presentación según representación partidaria | Presentación según representación partidaria | Presentación según representación partidaria | Presentación según representación partidaria | Presentación según representación partidaria                                            | Sobras: 0:00     |

## Debates
| Fecha            | Organizadores         | Mediador      | Clécio (SD) | Gilvam (MDB) | Jaime (PSD) |
| ---------------- | --------------------- | ------------- | ----------- | ------------ | ----------- |
| 27 de septiembre | Rede Amazônica Macapá | Luciano Abreu | P           | P            | P           |

## Encuestas

### Gobernador
| Período  | Instituto                      | Muestreo | Clécio (SD) | Jaime (PSD)                     | Gilvam (MDB) | Gesiel (PRTB) | Gusmão (PSTU) | Jairo (PCO) | B/N  | NS/NR | Ventaja |    |    |    |    |     |        |
| -------- | ------------------------------ | -------- | ----------- | ------------------------------- | ------------ | ------------- | ------------- | ----------- | ---- | ----- | ------- | -- | -- | -- | -- | --- | ------ |
| Período  | Instituto                      | Muestreo | 16/08-17    | RealTime Big Data AP-02569/2022 | 1 500        | 37%           | 37%           | 4%          | B/N  | NS/NR | Ventaja | 3% | 1% | 0% | 8% | 10% | Empate |
| 21-23/08 | IPEC AP-01513/2022             | 800      | 41%         | 35%                             | 5%           | 1%            | 1%            | 2%          | 8%   | 8%    | 6%      |    |    |    |    |     |        |
| 22-25/08 | Paraná Pesquisas AP-05427/2022 | 1 280    | 36,6%       | 37,7%                           | 2,3%         | 2,7%          | 1,6%          | 2,7%        | 8,6% | 7,7%  | 1,1%    |    |    |    |    |     |        |
| 03-05/09 | Quaest AP-03659/2022           | 900      | 44%         | 34%                             | 4%           | 2%            | 1%            | 1%          | 6%   | 8%    | 10%     |    |    |    |    |     |        |
| 09-13/09 | Destak AP-03659/2022           | 800      | 34,4%       | 37,6%                           | 0,8%         | 1,4%          | 0,3%          | 0,4%        | 4,1% | 21,1% | 3,2%    |    |    |    |    |     |        |
| 14/09-16 | IPEC AP‐04681/2022             | 800      | 50%         | 36%                             | 4%           | 2%            | 1%            | 1%          | 4%   | 3%    | 14%     |    |    |    |    |     |        |
| 17/09-21 | Instituto Veritá AP-02240/2022 | 1 020    | 50%         | 38,3%                           | 1%           | 3%            | 1%            | 0,3%        | 2,5% | 4%    | 11,7%   |    |    |    |    |     |        |
| 20-24/09 | Doxa AP-04993/2022             | 1 800    | 37,2%       | 39,5%                           | 1,2%         | 1,2%          | 0,6%          | 0,1%        | 1%   | 19,2% | 2,3%    |    |    |    |    |     |        |
| 24-27/09 | Quaest AP-00408/2022           | 900      | 50%         | 36%                             | 4%           | 2%            | 1%            | 1%          | 4%   | 2%    | 14%     |    |    |    |    |     |        |
| 27-29/09 | IPEC AP-05843/2022             | 800      | 54%         | 36%                             | 1%           | 1%            | 1%            | 1%          | 3%   | 3%    | 18%     |    |    |    |    |     |        |

### Senador Federal

Candidato más votado por municipio (16):
Davi Alcolumbre (14 municipios y Capital)
Rayssa Furlan (2)

| Período  | Instituto                      | Muestra | Davi (UNIÃO) | Furlan (MDB)                    | Capi (PSB) | Guaracy (PTB) | Sueli (PRTB) | Laurindo (Patriota) | Guedes (Avante) | Marinaldo (PCO) | B/N  | NS/NR | Ventaja |    |    |    |     |    |     |
| -------- | ------------------------------ | ------- | ------------ | ------------------------------- | ---------- | ------------- | ------------ | ------------------- | --------------- | --------------- | ---- | ----- | ------- | -- | -- | -- | --- | -- | --- |
| Período  | Instituto                      | Muestra | 16-17/08     | RealTime Big Data AP-02569/2022 | 1 500      | 35%           | 19%          | 11%                 | 8%              | 2%              | B/N  | NS/NR | Ventaja | 1% | 0% | 0% | 11% | 9% | 16% |
| 21-23/08 | IPEC AP-01513/2022             | 800     | 39%          | 21%                             | 12%        | 4%            | 2%           | 2%                  | 2%              | 1%              | 7%   | 10%   | 18%     |    |    |    |     |    |     |
| 22-25/08 | Paraná Pesquisas AP-05427/2022 | 1 280   | 32,3%        | 27,3%                           | 8,5%       | 6,7%          | 2,1%         | 2,7%                | 1,8%            | 0,6%            | 9,3% | 8,6%  | 5%      |    |    |    |     |    |     |
| 03-05/09 | Quaest AP-03659/2022           | 900     | 43%          | 22%                             | 15%        | 4%            | 2%           | 0%                  | 1%              | 0%              | 6%   | 7%    | 21%     |    |    |    |     |    |     |
| 09-13/09 | Destak AP-09424/2022           | 800     | 32,9%        | 29,6%                           | 4,6%       | 1,5%          | 1,4%         | 0,3%                | 0,4%            | 0,5%            | 2,7% | 25,7% | 3,3%    |    |    |    |     |    |     |
| 14-16/09 | IPEC AP‐04681/2022             | 800     | 44%          | 33%                             | 9%         | 4%            | 1%           | 1%                  | 0%              | 0%              | 4%   | 4%    | 11%     |    |    |    |     |    |     |
| 17-21/09 | Instituto Veritá AP-02240/2022 | 1 020   | 42,6%        | 29,4%                           | 10,7%      | 4%            | 2%           | 1,5%                | 0,3%            | 0,1%            | 2%   | 7,4%  | 13,2%   |    |    |    |     |    |     |
| 20-24/09 | Doxa AP-04993/2022             | 1 800   | 37,2%        | 31,8%                           | 4,9%       | —             | 0,3%         | 0,3%                | 0,5%            | —               | 0,6% | 24,4% | 5,4%    |    |    |    |     |    |     |
| 24-27/09 | Quaest AP-00408/2022           | 900     | 45%          | 31%                             | 12%        | 3%            | 1%           | 1%                  | 1%              | 0%              | 3%   | 3%    | 14%     |    |    |    |     |    |     |
| 27-29/09 | IPEC AP-05843/2022             | 800     | 47%          | 32%                             | 8%         | 3%            | 2%           | 0%                  | 1%              | —               | 3%   | 4%    | 15%     |    |    |    |     |    |     |

## Resultados

### Gobernador
El candidato Jairo Palheta (PCO) no tuvo sus votos calculados por problemas en su candidatura con el TSE .
| Candidatos                | Candidatos                | Candidatos                 | Votos   | %      |
| Gobernador                | Gobernador                | Vicegobernador/a           | Votos   | %      |
| ------------------------- | ------------------------- | -------------------------- | ------- | ------ |
|                           | Clecio Luis (SD)          | Antonio Teles (PDT)        | 222,168 | 53,69  |
|                           | Jaime Nunes (PSD)         | Liliane Alburquerque (PSD) | 176,208 | 42,58  |
|                           | Gesiel de Oliveira (PRTB) | Alis Vanzeler (PRTB)       | 8,704   | 2,10   |
|                           | Gilvam Borges (MDB)       | Helene Camilo (MDB)        | 4,510   | 1,09   |
|                           | Gianfranco Gusmao (PSTU)  | Ana Paula (PSTU)           | 1,588   | 0,38   |
|                           | Jairo Palheta (PCO)       | Eliana Brandao (PCO)       | 634     | 0,00   |
|                           |                           |                            |         |        |
| Votos válidos             | Votos válidos             | Votos válidos              | 413.178 | 93,46  |
| Votos en blanco           | Votos en blanco           | Votos en blanco            | 6.494   | 1,47   |
| Votos nulos               | Votos nulos               | Votos nulos                | 21.795  | 4,93   |
| Total                     | Total                     | Total                      | 442.101 | 100,00 |
| Registrados/Participación | Registrados/Participación | Registrados/Participación  | 550.697 | 80,48  |

### Senador Federal
| Candidatos                | Candidatos                | Partido                   | Votos   | %      |
| ------------------------- | ------------------------- | ------------------------- | ------- | ------ |
|                           | Davi Alcolumbre           | UNIÃO                     | 196.087 | 47,88  |
|                           | Rayssa Furlán             | MDB                       | 174.128 | 42,52  |
|                           | João Capiberibe           | PSB                       | 21.979  | 5,37   |
|                           | Guaracy Batista           | PTB                       | 9.177   | 2,24   |
|                           | Sueli Pini                | PRTB                      | 4.961   | 1,21   |
|                           | Gilberto Laurindo         | PATRI                     | 2.033   | 0,50   |
|                           | Valdenor Guedes           | AVANTE                    | 971     | 0,24   |
|                           | Marinaldo de Sousa Silva  | PCO                       | 174     | 0,04   |
|                           |                           |                           |         |        |
| Votos válidos             | Votos válidos             | Votos válidos             | 409.510 | 92,63  |
| Votos en blanco           | Votos en blanco           | Votos en blanco           | 10.978  | 2,48   |
| Votos nulos               | Votos nulos               | Votos nulos               | 21.613  | 4,89   |
| Total                     | Total                     | Total                     | 442.101 | 100,00 |
| Registrados/Participación | Registrados/Participación | Registrados/Participación | 550.697 | 80,48  |

### Diputados federales electos
Amapá ocupó 8 de los 513 escaños de diputado federal en la Cámara de Diputados de Brasil. Con la reforma política que se llevó a cabo en 2017, no hubo coaliciones proporcionales, es decir, los candidatos representaban solo sus siglas y elegían a sus grupos individualmente.
| Candidato | Candidato          | Partido | Votos  | Ciudad de origen | Estado |
| --------- | ------------------ | ------- | ------ | ---------------- | ------ |
|           | Josenildo Santos   | PDT     | 27,112 | Macapá           | Amapá  |
|           | Acácio Favacho     | MDB     | 24,064 | Macapá           | Amapá  |
|           | Vinícius Gurgel    | PL      | 13,253 | Macapá           | Amapá  |
|           | Dorinaldo Malafaia | PDT     | 11,473 | Macapá           | Amapá  |
|           | Sonize Barbosa     | PL      | 9,200  | Macapá           | Amapá  |
|           | Maria Goreth       | PDT     | 8,049  | Macapá           | Amapá  |
|           | José Augusto Pupio | MDB     | 5,787  | Belém            | Pará   |
|           | Silvia Waiãpi      | PL      | 5,435  | Macapá           | Amapá  |

     Reelecto     Electo por Quociente electoral

#### Por Partido/Federación
| N.º                       | Partido                                          | Votos   | %      | Escaños | ±           |
| ------------------------- | ------------------------------------------------ | ------- | ------ | ------- | ----------- |
| 12                        | Partido Democrático Laborista (PDT)              | 64.888  | 15,30  | 3       | 3           |
| 22                        | Partido Liberal (PL)                             | 48.841  | 11,51  | 3       | 2           |
| 15                        | Movimento Democrático Brasileiro (MDB)           | 45.697  | 10,77  | 2       | 2           |
| 11                        | Progresistas (PP)                                | 39.086  | 9,22   | 0       | 1           |
| 10                        | Republicanos (REP)                               | 38.346  | 9,04   | 0       | 1           |
| 14                        | Partido Laborista Brasileiro (PTB)               | 27.438  | 6,47   | 0       | Sin cambios |
| 19                        | Podemos (PODE)                                   | 26.801  | 6,32   | 0       | Sin cambios |
| 18                        | Red de Sostenibilidad (REDE)                     | 25.667  | 6,05   | 0       | Sin cambios |
| 65                        | Partido Comunista de Brasil (PCdoB)              | 18.547  | 4,37   | 0       | 1           |
| 45                        | Partido de la Social Democracia Brasileña (PSDB) | 17.567  | 4,14   | 0       | 1           |
| 20                        | Partido Social Cristiano (PSC)                   | 16.140  | 3,81   | 0       | Sin cambios |
| 40                        | Partido Socialista Brasileiro (PSB)              | 15.632  | 3,69   | 0       | 1           |
| 13                        | Partido de los Trabajadores (PT)                 | 14.891  | 3,51   | 0       | Sin cambios |
| 50                        | Partido Socialismo y Libertad (PSOL)             | 10.558  | 2,49   | 0       | Sin cambios |
| 55                        | Partido Social Democrático (PSD)                 | 6.109   | 1,44   | 0       | Sin cambios |
| 43                        | Partido Verde (PV)                               | 2.978   | 0,70   | 0       | Sin cambios |
| 70                        | Avante (AVANTE)                                  | 1.510   | 0,36   | 0       | 1           |
| 51                        | Patriota (PATRI)                                 | 1.175   | 0,28   | 0       | Sin cambios |
| 28                        | Partido Renovador Laborista Brasileño (PRTB)     | 804     | 0,19   | 0       | Sin cambios |
| 23                        | Ciudadanía (Cidadania)                           | 282     | 0,07   | 0       | Sin cambios |
| 36                        | Actuar (AGIR-36)                                 | 60      | 0,01   | 0       | Sin cambios |
|                           |                                                  |         |        |         |             |
| Votos válidos             | Votos válidos                                    | 423.017 | 95,68  |         |             |
| Votos en blanco           | Votos en blanco                                  | 8.801   | 1,99   |         |             |
| Votos nulos               | Votos nulos                                      | 10.283  | 2,33   |         |             |
| Total                     | Total                                            | 442.101 | 100,00 | 8       | Sin cambios |
| Registrados/Participación | Registrados/Participación                        | 550.697 | 80,48  |         |             |

### Diputados estatales electos
Amapá tenía 364 candidatos aptos para postularse a las 24 diputaciones estatales de la Asamblea Legislativa de Amapá. Al igual que en las elecciones a diputados federales, no hubo coaliciones proporcionales.
| Candidato(a) | Candidato(a)        | Partido      | Votos  | Ciudad de origen | Estado     |
| ------------ | ------------------- | ------------ | ------ | ---------------- | ---------- |
|              | Inácio Monteiro     | PDT          | 14.163 | Macapá           | Amapá      |
|              | Jack Houat Harb     | SD           | 12.539 | Belém            | Pará       |
|              | Zeneide Costa       | PODE         | 11.547 | Mazagão          | Amapá      |
|              | Jesus Pontes        | PDT          | 11.069 | Macapá           | Amapá      |
|              | Alliny Serrão       | UNIÃO        | 11.007 | Almeirim         | Pará       |
|              | Amiraldo Favacho    | MDB          | 9.698  | Macapá           | Amapá      |
|              | Kaká Barbosa        | PL           | 7.453  | Recife           | Pernambuco |
|              | Liliane Abreu       | PV           | 7.202  | Macapá           | Amapá      |
|              | Diogo Senior        | MDB          | 7.072  | Macapá           | Amapá      |
|              | Carlos Oliveira     | Republicanos | 6.897  | Benevides        | Pará       |
|              | Roberto Góes        | UNIÃO        | 6.681  | Macapá           | Amapá      |
|              | Aldilene Souza      | PDT          | 6.645  | Macapá           | Amapá      |
|              | Hildegard Gurgel    | UNIÃO        | 6.527  | Macapá           | Amapá      |
|              | Jory Oeiras         | PP           | 6.342  | Macapá           | Amapá      |
|              | Paulo Nogueira      | PT           | 6.276  | Santana          | Amapá      |
|              | Telma Nery          | Cidadania    | 5.825  | Belém            | Pará       |
|              | Jaime Perez         | PTB          | 5.779  | Macapá           | Amapá      |
|              | Victor Amoras       | REDE         | 5.225  | Macapá           | Amapá      |
|              | Edna Auzier         | PSD          | 5.222  | Santana          | Amapá      |
|              | Dayse Marques       | SD           | 5.119  | Macapá           | Amapá      |
|              | Lorran Barreto      | PSD          | 4.735  | Macapá           | Amapá      |
|              | Fabrício Furlan     | REDE         | 4.689  | Ribeirão Preto   | São Paulo  |
|              | Rayfran Beirão      | PROS         | 4.154  | Macapá           | Amapá      |
|              | Errinelson Pimentel | PL           | 3.898  | Teresina         | Piauí      |

     Reelecto(a)     Electo por Quociente electoral

#### Resultados por partido
| N.º                       | Partido                                          | Votos   | %      | Escaños | +/-         |
| ------------------------- | ------------------------------------------------ | ------- | ------ | ------- | ----------- |
| 12                        | Partido Democrático Laborista (PDT)              | 50.424  | 11,73  | 3       | 2           |
| 44                        | Unión Brasil (UNIÃO)                             | 47.217  | 10,98  | 3       | 2           |
| 15                        | Movimiento Democrático Brasileño (MDB)           | 31.774  | 7,38   | 2       | 2           |
| 22                        | Partido Liberal (PL)                             | 30.428  | 7,08   | 2       | 2           |
| 55                        | Partido Social Democrático (PSD)                 | 27.454  | 6,39   | 2       | 1           |
| 77                        | Solidaridad (SD)                                 | 27.258  | 6,34   | 2       | 1           |
| 19                        | Podemos (PODE)                                   | 25.401  | 5,91   | 1       | Sin cambios |
| 11                        | Progresistas (PP)                                | 25.375  | 5,90   | 1       | Sin cambios |
| 18                        | Red de Sostenibilidad (REDE)                     | 20.702  | 4,81   | 2       | 1           |
| 10                        | Republicanos (REP)                               | 14.899  | 3,47   | 1       | Sin cambios |
| 43                        | Partido Verde (PV)                               | 14.643  | 3,41   | 1       | 1           |
| 45                        | Partido de la Social Democracia Brasileña (PSDB) | 14.639  | 3,40   | 0       | 1           |
| 90                        | Partido Republicano de Orden Social (PROS)       | 14.377  | 3,34   | 1       | Sin cambios |
| 14                        | Partido Laborista Brasileño (PTB)                | 14.174  | 3,30   | 1       | Sin cambios |
| 20                        | Partido Social Cristiano (PSC)                   | 10.463  | 2,43   | 0       | 1           |
| 65                        | Partido Comunista de Brasil (PCdoB)              | 10.144  | 2,36   | 0       | Sin cambios |
| 23                        | Ciudadanía (CIDADANIA)                           | 10.093  | 2,35   | 1       | Sin cambios |
| 13                        | Partido de los Trabajadores (PT)                 | 8.771   | 2,04   | 1       | 1           |
| 28                        | Partido Renovador Laborista Brasileño (PRTB)     | 7.729   | 1,80   | 0       | Sin cambios |
| 70                        | Avante (AVANTE)                                  | 6.833   | 1,60   | 0       | Sin cambios |
| 50                        | Partido Socialismo y Libertad (PSOL)             | 6.122   | 1,42   | 0       | 1           |
| 40                        | Partido Socialista Brasileño (PSB)               | 5.305   | 1,23   | 0       | 1           |
| 36                        | Actuar (AGIR-36)                                 | 17      | 0,00   | 0       | Sin cambios |
|                           |                                                  |         |        |         |             |
| Votos válidos             | Votos válidos                                    | 429.952 | 97,25  |         |             |
| Votos en blanco           | Votos en blanco                                  | 6.614   | 1,50   |         |             |
| Votos nulos               | Votos nulos                                      | 5.535   | 1,25   |         |             |
| Total                     | Total                                            | 442.101 | 100,00 | 24      | Sin cambios |
| Registrados/Participación | Registrados/Participación                        | 550.697 | 80,48  |         |             |
| Fuente:                   |                                                  |         |        |         |             |